# 北瀬海弘光
北瀬海 弘光（きたせうみ ひろみつ、1948年7月2日 - ）は、北海道瀬棚郡北檜山町（現・久遠郡せたな町）出身で九重部屋（入門時は出羽海部屋）所属の元大相撲力士。本名は土谷 孝（つちや たかし）。最高位は東関脇（1976年7月場所）。現役時代の体格は身長175cm、体重115kg。得意技は左四つ、寄り、もろ差し。

## 略歴
出羽海部屋付きの九重（元横綱・千代の山）の勧誘を受けて1964年7月場所、初土俵を踏む。力士になった理由は中学の校長が九重を大相撲に勧誘したというものであり、そういった経緯もあって以降関取に向けて精進を重ねた。1967年3月、九重親方の独立に際して、大関北の富士らとともに九重部屋へ移籍。その後、1969年9月場所に新十両を果たした。
小兵であるために十両では苦戦が続いたが、1971年11月場所、横綱北の富士とともに幕内・十両アベック優勝を果たして上昇気流に乗り、1972年3月場所、新入幕を飾った。その場所、前半戦から勝ち進んだことから終盤には大関大麒麟や関脇三重ノ海と対戦し、11日目には三重ノ海をうっちゃりで破った。新入幕力士が関脇に勝ったことは大鵬（北瀬海と同じ前頭13枚目、1960年1月場所13日目、対出羽錦）以来の快挙であった。しかしこの場所、10勝5敗でありながらも三賞からもれたことが、技能賞は6回も候補に挙がりながら1回の受賞にとどまったように、その後の彼の不運を表したようなものであった。その後も、妙に取組運が弱く、平幕で千秋楽のこれより三役に登場することが多かった。
1976年3月場所、前頭11枚目で勝ち進み、またも上位に当てられたが、11日目にこの場所優勝した横綱輪島から金星を獲得し12勝3敗で殊勲賞を受賞。この場所、敢闘賞の小結鷲羽山、優勝同点・技能賞の関脇旭國、11勝を挙げた前頭13枚目若獅子とあわせて、小兵力士の活躍が話題になった。翌場所、新小結では10勝5敗で連続の殊勲賞、7月場所には関脇に昇進した。その後、1977年5月場所に左足首を負傷したこともあって幕内下位と十両を往復するようになり、1979年5月場所中に引退した。引退後は2013年7月に65歳を迎えて停年（定年）退職するまで、年寄君ヶ濱として九重部屋や八角部屋で後進の指導に当たった。
左差し、またはもろ差しからの一気の出足相撲が持ち味であった。
立合いが乱れ切っていた昭和40年代、50年代初頭において手をつく立合いをする正攻法の取り口が話題を呼んだ。
髪が薄いことでも有名であり、大銀杏が結えるかどうかが話題になったこともあった。元々薄毛だったわけではなく、小兵ながらも鋭い立合いでのぶちかましを持ち味にしていたため、毛が擦れてしまったためであるという。

## 主な成績
- 通算成績：536勝526敗6休 勝率.505
- 幕内成績：266勝310敗6休 勝率.462
- 現役在位：90場所
- 幕内在位：39場所
- 三役在位：3場所（関脇2場所、小結1場所）
- 三賞：3回
  - 殊勲賞：2回（1976年3月場所・5月場所）
  - 技能賞：1回（1977年3月場所））
- 金星：1個（輪島1個、1976年3月場所）
- 各段優勝
  - 十両優勝：1回（1971年11月場所）
  - 幕下優勝：1回（1969年7月場所）

### 場所別成績
| | 一月場所 初場所（東京） | 三月場所 春場所（大阪） | 五月場所 夏場所（東京） | 七月場所 名古屋場所（愛知） | 九月場所 秋場所（東京） | 十一月場所 九州場所（福岡） |
| --- | ----------------------- | ----------------------- | ----------------------- | --------------------------- | ----------------------- | --------------------------- |
| 1964年 （昭和39年） | x                       | x                       | x                       | （前相撲）                  | 東序ノ口19枚目 6–1      | 東序二段82枚目 5–2          |
| 1965年 （昭和40年） | 東序二段32枚目 3–4      | 西序二段48枚目 4–3      | 東序二段20枚目 4–3      | 西三段目83枚目 3–4          | 西三段目93枚目 2–5      | 東序二段12枚目 6–1          |
| 1966年 （昭和41年） | 東三段目63枚目 3–4      | 東三段目67枚目 4–3      | 西三段目54枚目 2–5      | 東三段目75枚目 4–3          | 西三段目50枚目 4–3      | 西三段目19枚目 6–1          |
| 1967年 （昭和42年） | 西幕下83枚目 4–3        | 西幕下69枚目 4–3        | 西三段目9枚目 2–5       | 東三段目28枚目 5–2          | 東三段目4枚目 3–4       | 東三段目12枚目 5–2          |
| 1968年 （昭和43年） | 西幕下49枚目 4–3        | 西幕下38枚目 5–2        | 西幕下26枚目 4–3        | 東幕下21枚目 4–3            | 西幕下17枚目 3–4        | 西幕下23枚目 5–2            |
| 1969年 （昭和44年） | 東幕下13枚目 5–2        | 西幕下5枚目 4–3         | 東幕下3枚目 3–4         | 西幕下6枚目 優勝 7–0        | 西十両9枚目 7–8         | 東十両11枚目 6–9            |
| 1970年 （昭和45年） | 東幕下2枚目 4–3         | 東幕下筆頭 3–4          | 西幕下3枚目 5–2         | 東十両13枚目 10–5           | 西十両5枚目 6–9         | 東十両10枚目 8–7            |
| 1971年 （昭和46年） | 東十両8枚目 8–7         | 東十両7枚目 7–8         | 東十両8枚目 6–9         | 西十両12枚目 8–7            | 東十両11枚目 8–7        | 東十両8枚目 優勝 11–4       |
| 1972年 （昭和47年） | 西十両筆頭 8–7          | 東前頭13枚目 10–5       | 東前頭2枚目 4–11        | 西前頭8枚目 8–7             | 西前頭5枚目 5–10        | 東前頭10枚目 8–7            |
| 1973年 （昭和48年） | 東前頭7枚目 9–6         | 東前頭2枚目 5–10        | 西前頭9枚目 8–7         | 西前頭6枚目 6–9             | 西前頭10枚目 9–6        | 東前頭6枚目 8–7             |
| 1974年 （昭和49年） | 西前頭3枚目 8–7         | 東前頭筆頭 4–11         | 西前頭10枚目 8–7        | 東前頭8枚目 3–12            | 西十両筆頭 9–6          | 東前頭13枚目 8–7            |
| 1975年 （昭和50年） | 西前頭9枚目 9–6         | 西前頭3枚目 3–12        | 西前頭10枚目 7–8        | 東前頭11枚目 8–7            | 西前頭6枚目 6–9         | 東前頭9枚目 6–9             |
| 1976年 （昭和51年） | 西前頭12枚目 8–7        | 西前頭11枚目 12–3 殊★   | 西小結 10–5 殊          | 東関脇 3–12                 | 西前頭6枚目 8–7         | 西前頭2枚目 4–11            |
| 1977年 （昭和52年） | 西前頭9枚目 10–5        | 東前頭筆頭 9–6 技       | 西関脇 3–6–6            | 西前頭4枚目 5–10            | 東前頭10枚目 8–7        | 西前頭8枚目 6–9             |
| 1978年 （昭和53年） | 西前頭11枚目 10–5       | 東前頭5枚目 6–9         | 西前頭9枚目 5–10        | 西十両2枚目 9–6             | 東十両筆頭 7–8          | 西十両4枚目 8–7             |
| 1979年 （昭和54年） | 西十両2枚目 9–6         | 東前頭13枚目 8–7        | 西前頭8枚目 引退 1–11–0 | x                           | x                       | x                           |
| 各欄の数字は、「勝ち-負け-休場」を示す。 優勝 引退 休場 十両 幕下 三賞：敢=敢闘賞、殊=殊勲賞、技=技能賞 その他：★=金星 番付階級：幕内 - 十両 - 幕下 - 三段目 - 序二段 - 序ノ口 幕内序列：横綱 - 大関 - 関脇 - 小結 - 前頭（「#数字」は各位内の序列） |                         |                         |                         |                             |                         |                             |

### 幕内対戦成績
| 青葉城   | 6  | 7     | 青葉山   | 1 | 4  | 朝汐     | 0  | 1 | 朝登       | 2 | 2 |  |  |  |
| 旭國     | 4  | 7     | 天ノ山   | 1 | 2  | 荒勢     | 5  | 8 | 巌虎       | 1 | 0 |  |  |  |
| 岩下     | 0  | 2     | 大潮     | 2 | 7  | 巨砲     | 0  | 1 | 大錦       | 6 | 7 |  |  |  |
| 大ノ海   | 1  | 0     | 大鷲     | 4 | 2  | 魁輝     | 2  | 4 | 魁傑       | 3 | 8 |  |  |  |
| 和錦     | 1  | 0     | 北の湖   | 0 | 10 | 清國     | 0  | 1 | 麒麟児     | 2 | 5 |  |  |  |
| 蔵間     | 1  | 1     | 黒姫山   | 6 | 12 | 高鉄山   | 2  | 1 | 琴風       | 1 | 2 |  |  |  |
| 琴ヶ嶽   | 3  | 0     | 琴櫻     | 0 | 3  | 琴乃富士 | 4  | 4 | 琴若       | 1 | 1 |  |  |  |
| 小沼     | 1  | 0     | 金剛     | 3 | 8  | 蔵玉錦   | 1  | 2 | 白田山     | 1 | 1 |  |  |  |
| 大旺     | 2  | 3     | 大峩     | 3 | 3  | 大麒麟   | 1  | 4 | 大豪       | 0 | 2 |  |  |  |
| 大こう   | 0  | 2     | 大受     | 4 | 5  | 大雪     | 1  | 0 | 大登(大飛) | 1 | 1 |  |  |  |
| 大雄     | 3  | 0     | 大竜川   | 4 | 3  | 隆ノ里   | 5  | 3 | 貴ノ花     | 3 | 7 |  |  |  |
| 高見山   | 7  | 6     | 谷嵐     | 0 | 1  | 玉輝山   | 5  | 7 | 玉ノ富士   | 4 | 3 |  |  |  |
| 出羽の花 | 2  | 4     | 天龍     | 3 | 5  | 時葉山   | 5  | 2 | 栃赤城     | 1 | 2 |  |  |  |
| 栃東     | 13 | 4     | 栃勇     | 1 | 0  | 金城     | 4  | 5 | 栃富士     | 1 | 0 |  |  |  |
| 羽黒岩   | 6  | 3     | 長谷川   | 4 | 6  | 播竜山   | 7  | 7 | 福の花     | 4 | 6 |  |  |  |
| 富士櫻   | 7  | 12(2) | 藤ノ川   | 0 | 1  | 二子岳   | 10 | 6 | 双津竜     | 5 | 4 |  |  |  |
| 前の山   | 2  | 2     | 牧本     | 1 | 0  | 増位山   | 9  | 5 | 舛田山     | 3 | 4 |  |  |  |
| 丸山     | 0  | 1     | 三重ノ海 | 4 | 6  | 三杉磯   | 1  | 1 | 陸奥嵐     | 5 | 4 |  |  |  |
| 豊山     | 6  | 8     | 吉王山   | 2 | 3  | 吉の谷   | 2  | 2 | 義ノ花     | 1 | 0 |  |  |  |
| 琉王     | 7  | 6     | 龍虎     | 1 | 3  | 若獅子   | 11 | 8 | 若ノ海     | 7 | 3 |  |  |  |
| 若三杉   | 4  | 5     | 若二瀬   | 0 | 2  | 輪島     | 3  | 7 | 鷲羽山     | 4 | 6 |  |  |  |

## 改名歴
- 土谷（つちや）1964年7月場所 - 1966年3月場所
- 若狭山（わかさやま）1966年5月場所 - 1967年11月場所
- 北瀬海 孝雪（きたせうみ たかゆき）1968年1月場所 - 1972年5月場所
- 北瀬海 孝之（〃）1972年7月場所 - 1973年5月場所
- 北瀬海 孝雪（〃）1973年7月場所 - 1974年3月場所
- 北瀬海 孝之（〃）1974年5月場所 - 1974年9月場所
- 北瀬海 弘光（- ひろみつ）1974年11月場所 - 1979年5月場所
  - 北瀬海の四股名は、当時の部屋頭である北の富士、出身地の瀬棚郡、それに日本海から1文字ずつとった。

## 年寄変遷
- 君ヶ濱 弘光（きみがはま ひろみつ）1979年5月 - 2013年7月